# Арго (яхта)
Арго — двухмачтовая парусная шхуна. Принадлежит организации Seamester и используют как учебное судно Государственным колледжем Флориды. Ходит под флагом Британских Виргинских Островов, порт приписки — Род-Таун.
Построена в 2006 году по проекту американского конструктора Била Лэнгэна, примером для которого послужила шхуна Black Douglas, на верфи Marsun Shipyards в провинции Самутпракан (Таиланд).
Экипаж шхуны состоит из 7 моряков и 26 курсантов. Учебные походы проходят в течение учебного семестра и длятся от 21 до 90 дней. В 2008 году совершила кругосветное плавание.